# وزغ‌سان فرغانه
وزغ‌سان فرغانه (نام علمی: Ferganobatrachus) نام یک سرده از بالاخانواده سینه‌دندان‌خزنده‌واران است.